# Rosa Silvana Abate

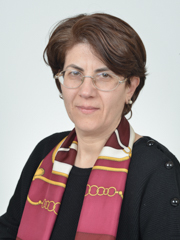
Senadora Abate

Rosa Silvana Abate (nascida em 11 de dezembro de 1963) é uma política italiana que é senadora da Calábria pelo Movimento Cinco Estrelas desde 2018.